# Miss Universo Birmania
Miss Universo Birmania (en birmano: မယ်စကြဝဠာ မြန်မာ, romanizado: Maalhcakyawalar Myanmar) es un concurso de belleza nacional en Birmania que selecciona a la representante del país para el concurso de Miss Universo.
La actual Miss Universo Birmania es Thet San Andersen de Rangún Norte, quien fue coronada el 7 de junio de 2024 en el Centro de Convenciones de Rangún, en Rangún.

## Historia
Miss Universo Birmania 2013 se llevó a cabo el 3 de octubre de 2013 en el Teatro nacional de Rangún. La ganadora Moe Set Wine se convirtió en la primera mujer en representar al país en la competencia desde 1961. En 2015, la Organización Miss Universo Birmania coronó a dos ganadoras para competir en los concursos Miss Universo 2015 y Miss Universo 2016.

## Ganadoras
| Año  | Edición                        | Miss Universo Birmania         | División                       | Sede                                        | Candidatas                     |
| ---- | ------------------------------ | ------------------------------ | ------------------------------ | ------------------------------------------- | ------------------------------ |
| 2013 | 1                              | Moe Set Wine                   | Rangún                         | Teatro nacional de Rangún                   | 20                             |
| 2014 | 2                              | Sharr Htut Eaindra             | Rangún                         | Teatro nacional de Rangún                   | 20                             |
| 2015 | 3                              | May Barani Thaw                | Rangún                         | Gandamar Grand Ballroom                     | 20                             |
| 2016 | 4                              | Htet Htet Htun                 | Rangún                         | Gandamar Grand Ballroom                     | 20                             |
| 2017 | 5                              | Zun Than Sin                   | Rangún                         | Novotel Hotels and Resorts                  | 26                             |
| 2018 | 6                              | Hnin Thway Yu Aung             | Pegu                           | Gandamar Grand Ballroom, Gandamar Wholesale | 30                             |
| 2019 | 7                              | Swe Zin Htet                   | Hpa-An                         | Novotel Max Hotel                           | 26                             |
| 2020 | 8                              | Thuzar Wint Lwin               | Hakha                          | Novotel Max Hotel                           | 36                             |
| 2021 | No se llevó a cabo el concurso | No se llevó a cabo el concurso | No se llevó a cabo el concurso | No se llevó a cabo el concurso              | No se llevó a cabo el concurso |
| 2022 | 9                              | Zar Li Moe                     | Bhamo                          | Grand Ballroom, Novotel Hotel, Rangún       | 14                             |
| 2023 | 10                             | Amara Bo                       | Kengtung                       | Novotel Yangon Max, Rangún                  | 32                             |
| 2024 | 11                             | Thet San Anderson              | Rangún Norte                   | Centro de Convenciones de Rangún, Rangún    | 52                             |
| 2025 | 12                             | Myat Yadanar Soe               | Pyin U Lwin                    | Myanmar Expo                                | 35                             |

### Finalistas
| Año     | Primera finalista                | Segunda finalista                | Tercera finalista              | Cuarta finalista                 | Quinta finalista               |
| ------- | -------------------------------- | -------------------------------- | ------------------------------ | -------------------------------- | ------------------------------ |
| 2013    | Aye Chan Moe Rangún              | Myat Hnin Phyu Rangún            | Hnin Yamone Oo Kawthaung       | May Chit Pone Rangún             | —                              |
| 2014    | Yoon Mhi Mhi Kyaw Mandalay       | Shwe Sin Ko Ko Mawlamyaing       | —                              | —                                | —                              |
| 2015-16 | Han Lay Mandalay                 | Cho Cho Tun Sittwe               | Ei Phyoe Thew Mawlamyaing      | —                                | —                              |
| 2017    | Shwe Eain Si (Destronada) Rangún | Ja Dim Kai Myitkyina             | Thun Wadi Lashio               | Khin Lapyae Zaw Yangon           | —                              |
| 2018    | Su Myat Phoo Naipyidó            | Nang Mway Phoung Loong Tachileik | Myint-Mo May Hpa-An            | Roslynn Seng Nu Nu Pan Myitkyina | —                              |
| 2019    | Hmwe Thet Myeik                  | Htet Thiri Zaw Mandalay          | Htun Pale Yadana Minbu         | Linn Htet Htet Kyaw Myitkyina    | Su Su Sandy Pathein            |
| 2020    | Han Lay Myawaddy                 | May Thazin Oo Myitkyina          | Rachael Rangún (Sur)           | Mya San Thidar Pathein           | Naw Christine Bhamo            |
| 2021    | No se llevó a cabo el concurso   | No se llevó a cabo el concurso   | No se llevó a cabo el concurso | No se llevó a cabo el concurso   | No se llevó a cabo el concurso |
| 2022    | Ya Mone Rangún                   | Thinzar Min Htet Shwebo          | Kendra Rangún                  | Kay Zin Khant Rangún             | —                              |
| 2023    | Dee Mawlamyine                   | Kay Mar Bhamo                    | Nang Nandar Lin Tachileik      | Noe Noe May Pathein              | Thein Sandar Pyin Oo Lwin      |

## Representación internacional

### Miss Universo Birmania
: Declarada como ganadora
     : Terminó como finalista
     : Terminó como una de las semifinalistas o cuartofinalistas
     : Terminó como ganadora de premios especiales
| 2025                   | Pyin U Lwin  | Myat Yadanar Soe   | Miss Universo Birmania 2025 | Por competir | Por competir           |             |             |
| 2024                   | Rangún Norte | Thet San Anderson  | Miss Universo Birmania 2024 | No clasificó |                        |             |             |
| 2023                   | Kengtung     | Amara Bo           | Miss Universo Birmania 2023 | No clasificó |                        |             |             |
| 2022                   | Bhamo        | Zar Li Moe         | Miss Universo Birmania 2022 | No clasificó |                        |             |             |
| 2021                   | No compitió  | No compitió        | No compitió                 | No compitió  | No compitió            | No compitió | No compitió |
| 2020                   | Hakha        | Thuzar Wint Lwin   | Miss Universo Birmania 2020 | Top 21       | - Mejor Traje Nacional |             |             |
| 2019                   | Hpa-An       | Swe Zin Htet       | Miss Universo Birmania 2019 | No clasificó |                        |             |             |
| 2018                   | Pegu         | Hnin Thway Yu Aung | Miss Universo Birmania 2018 | No clasificó |                        |             |             |
| 2017                   | Rangún       | Zun Than Sin       | Miss Universo Birmania 2017 | No clasificó |                        |             |             |
| 2016                   | Rangún       | Htet Htet Htun     | Miss Universo Birmania 2016 | No clasificó | - Mejor Traje Nacional |             |             |
| 2015                   | Rangún       | May Barani Thaw    | Miss Universo Birmania 2015 | No clasificó |                        |             |             |
| 2014                   | Rangún       | Sharr Htut Eaindra | Miss Universo Birmania 2014 | No clasificó |                        |             |             |
| 2013                   | Rangún       | Moe Set Wine       | Miss Universo Birmania 2013 | No clasificó |                        |             |             |
| Miss Burma (1947-1962) |              |                    |                             |              |                        |             |             |
| 1961                   | Daik-U       | Khin Myint Myint † | Miss Burma 1961             | No clasificó |                        |             |             |
| 1960                   | Rangún       | Myint Myint May    | Miss Burma 1960             | No clasificó | - Miss Simpatía        |             |             |
| 1959                   | Rangún       | Than Than Aye      | Miss Burma 1959             | No clasificó |                        |             |             |

### Miss Grand Internacional
: Declarada como ganadora
     : Terminó como finalista
     : Terminó como una de las semifinalistas o cuartofinalistas
     : Terminó como ganadora de premios especiales
| Año  | Ciudad natal | Miss Grand Birmania | Título nacional                              | Posición     | Premios especiales |
| ---- | ------------ | ------------------- | -------------------------------------------- | ------------ | --- |
| 2020 | Myawaddy     | Han Lay             | 1.ª finalista de Miss Universo Birmania 2020 | Top 20       | - How to eat Thai food in 2 minutes - How to get to know you in 1 minute - Pre-Arrival - Queen with the Golden Crown (Top 10) - Mejor en Traje de Baño (Top 20)                |
| 2019 | Myeik        | Hmwe Thet           | 1.ª finalista de Miss Universo Birmania 2019 | No clasificó | - Desfile de Modas de las Coronas Históricas de George Wittels - Pre-Arrival - Miss Voto Popular (Top 10) - Mejor en Traje de Baño (Top 10) - Mejor en Traje Nacional (Top 10) |
| 2018 | Naipyidó     | Su Myat Phoo        | 1.ª finalista de Miss Universo Birmania 2018 | No clasificó | - Mejor en Traje Nacional (Top 10) |
| 2017 | Rangún       | Aye Chan Moe        | 1.ª finalista de Miss Universo Birmania 2013 | No clasificó | - Mejor en Traje Nacional (Top 10) - Mejor en Traje de Baño (Top 11) |
| 2017 | Rangún       | Shwe Eain Si        | 1.ª finalista de Miss Universo Birmania 2017 | Destituida   | Destituida |

### Miss Charm
: Declarada como ganadora
     : Terminó como finalista
     : Terminó como una de las semifinalistas o cuartofinalistas
     : Terminó como ganadora de premios especiales
| width="60"Año | Ciudad natal | Miss Charm Birmania | Título nacional                              | Posición     | Premios especiales |
| ------------- | ------------ | ------------------- | -------------------------------------------- | ------------ | ------------------ |
| 2023          | Myitkyina    | May Thazin Oo       | 2.ª finalista de Miss Universo Birmania 2020 | No clasificó |                    |

### Miss Intercontinental
: Declarada como ganadora
     : Terminó como finalista
     : Terminó como una de las semifinalistas o cuartofinalistas
     : Terminó como ganadora de premios especiales
| Año  | Ciudad natal | Miss Intercontinental Birmania | Título nacional                              | Posición     | Premios especiales |
| ---- | ------------ | ------------------------------ | -------------------------------------------- | ------------ | ------------------ |
| 2019 | Mandalay     | Htet Thiri Zaw                 | 2.ª finalista de Miss Universo Birmania 2019 | No clasificó |                    |
| 2018 | Tachileik    | Nang Mway Phoung Loong         | 2.ª finalista de Miss Universo Birmania 2018 | Top 20       | - Miss Ultra Skin  |

### Face of Beauty International
: Declarada como ganadora
     : Terminó como finalista
     : Terminó como una de las semifinalistas o cuartofinalistas
     : Terminó como ganadora de premios especiales
| Año  | Ciudad natal | Face of Beauty Birmania | Título nacional                              | Posición                          | Premios especiales                                              |
| ---- | ------------ | ----------------------- | -------------------------------------------- | --------------------------------- | --------------------------------------------------------------- |
| 2019 | Minbu        | Htun Pale Yadana        | 3.ª finalista de Miss Universo Birmania 2019 | Top 20                            | - Premio Misosologist's Choice                                  |
| 2018 | Hpa-An       | Myint-Mo May            | 3.ª finalista de Miss Universo Birmania 2018 | Face of Beauty International 2018 | - Premio People's Choice - Mejor Traje Nacional (2.ª finalista) |

### World Beauty Queen Birmania
: Declarada como ganadora
     : Terminó como finalista
     : Terminó como una de las semifinalistas o cuartofinalistas
     : Terminó como ganadora de premios especiales
| Año  | Ciudad natal | World Beauty Queen Birmania | Título nacional                              | Posición | Premios especiales                               |
| ---- | ------------ | --------------------------- | -------------------------------------------- | -------- | ------------------------------------------------ |
| 2019 | Myitkyina    | Linn Htet Htet Kyaw         | 4.ª finalista de Miss Universo Birmania 2019 | Top 13   | - People's Choice - Mejor Traje Nacional (Top 5) |
| 2018 | Myitkyina    | Roslynn Seng Nu Nu Pan      | 4.ª finalista de Miss Universo Birmania 2018 | Top 13   | - Miss Aura - SNS Popularity                     |
| 2017 | Myitkyina    | Ja Dim Kai                  | 2.ª finalista de Miss Universo Birmania 2017 | Top 16   | - Mejor Traje Nacional                           |

### Miss Tourism Queen Birmania
: Declarada como ganadora
     : Terminó como finalista
     : Terminó como una de las semifinalistas o cuartofinalistas
     : Terminó como ganadora de premios especiales
| Año  | Ciudad natal | Miss Tourism Queen Birmania | Título nacional                              | Posición     | Premios especiales  |
| ---- | ------------ | --------------------------- | -------------------------------------------- | ------------ | ------------------- |
| 2013 | Rangún       | Khin Lapyae Zaw             | 4.ª finalista de Miss Universo Birmania 2013 | No clasificó | - Miss Personalidad |